# BNA: Brand New Animal
BNA: Brand New Animal (BNA ビー・エヌ・エー; Hepburn: Bī enu ē) eredeti japán televíziós animesorozat, amit a Trigger készített Josinari Jó rendezésében. A 12 epizódos sorozat első hat epizódját a japán Netflix adta ki 2020. március 12-én, majd a fennmaradó hat epizódot május 6-án, amit nemzetközi kiadás követett 2020. június 30-án. A sorozat sugárzását 2020. április 8-tól kezdte a Fuji TV az +Ultra anime programblokkjában, ami 2020. június 24-ig tartott.

## Cselekmény
A sorozat egy olyan világban játszódik, ahol az emberek mellett léteznek emberszerű vadállatok (beastkin) is. A sorozat Kagemori Micsirut, egy normális embert követi, aki egy nap hirtelen tanuki beastkinné válik. Elmenekülve menedéket keres Anima Cityben, egy helyben, amelyet a beastkinek számára állítottak fel, hogy maguk is úgy élhessenek mint az emberek, és találkozik egy Ogami Siró nevű farkas beastkinnel. Közösen azt vizsgálják meg, hogy Micsiru miért vált beastkinné, miközben további furcsa eseményekbe keverednek bele.

## Szereplők
| Szereplő                                                         | Szerepkör                                 | Faj               | Japán hang        | Angol hang        |
| ---------------------------------------------------------------- | ----------------------------------------- | ----------------- | ----------------- | ----------------- |
| Kagemori Micsiru (影森 みちる; Hepburn: Kagemori Michiru)        | Főszereplő, aki Anima Citybe került       | Ember/Tanuki      | Morohosi Szumire  | Cherami Leigh     |
| Ógami Siró (大神 士郎; Hepburn: Ōgami Shirō)                     | Főszereplő, a rendőrség jobb keze         | Szürke farkas     | Hoszoja Josimasza | Ben Diskin        |
| Hivatasi Nazuna (日渡 なずな; Hepburn: Hiwatashi Nazuna)         | Az Ezüst Farkasrend megtestesítője        | Ember/Róka        | Naganava Maria    | Xanthe Huynh      |
| Alan Sylvasta (アラン・シルヴァスタ; Hepburn: Aran Shiruvuasuta) | Az Anima City gyógyszeripar vezetője      | Szürke farkas     | Kaito Isikava     | Robbie Daymond    |
| Barbaray Rose (バルバレイ・ロゼ; Hepburn: Barubarei Roze)        | Anima City polgármestere                  | Csupasz turkáló   | Takasima Gara     | Cindy Robinson    |
| Marie Itami (マリー伊丹; Hepburn: Marī Itami)                    | Csempész                                  | Nyérc             | Murasze Micsijo   | Reba Buhr         |
| Isizaki Kóicsi (石崎 浩一; Hepburn: Ishizaki Kōichi)             | Rose titkárja                             | Tobzoska          | Nomura Kendzsi    |                   |
| Tacsiki Júdzsi (立木 勇次; Hepburn: Tachiki Yūji)                | Nyomozó                                   | Német dog (kutya) | Naka Hirosi       | Jake Green        |
| Gem Horner (ジェム・ホーナー; Hepburn: Jemu Hōnā)                |                                           | Kakas             | Janaka Hirosi     | Keith Silverstein |
| Melissa Horner (メリッサ・ホーナー; Hepburn: Merissa Hōnā)       |                                           | Vombat            | Szaitó Kimiko     | Laura Post        |
| Giuliano Flip (ジュリアーノ・フリップ; Hepburn: Juriāno Furippu) | A Család (The Family) maffiacsoprt főnöke | Beluga            | Tadano Jóhei      | Taylor Henry      |
| Siramizu miniszterelnök (白水 総理; Hepburn: Shiramizu sōri)     | Japán miniszterelnöke                     | Ember             | Ócuka Hócsú       | Joseph Whimms     |
| Nina Flip (ニナ・フリップ; Hepburn: Nina Furippu)                | a maffiafőnök lánya                       | Delfin            | Maesima Ami       | Erika Harlacher   |
| Jackie (ジャッキー; Hepburn: Jakkī)                              | kezdő Baseball-játékos                    | Tanuki            | Han Megumi        | Erika Harlacher   |
| Boris Cliff (ボリス・クリフ; Hepburn: Borisu Kurifu)             | Az Ezüst Farkasrend vezetője              | Kígyók            | Kojaszu Takehito  | Griffin Puatu     |
| Pinga (ピンガ; Hepburn: Pinga)                                   |                                           | Albatrosz         | Namikava Daiszuke | Tony Azzolino     |

## Gyártás és kiadás
A 2019-es Anime Expo során a Trigger bejelentette, hogy új eredeti anime televíziós sorozatokat készítenek, amelyeket Josinari Jó rendez, és Nakasima Kazuki ír.
Josigaki Júszuke a karaktereket tervezte, mabanua pedig a sorozat zenéjét. A „Ready To” című főcímdalt Morohosi Szumire, a Kagemori Micsirut megszólaltató szeijú adja elő, míg a végefőcímdalt, „Night Running” címmel AAAMYYY elektronikus zenész és Shin Sakiura adja elő.
A sorozatot a Fuji TV +Ultra anime programblokkján, a BS Fuji és más csatornákon mutatták be 2020. április 8-án.  A sorozatot a Netflix közvetíti.

## Epizódok
| #   | Cím                 | Premier                                                                                 |
| --- | ------------------- | --------------------------------------------------------------------------------------- |
| 1.  | Runaway Raccoon     | 2020. március 21. (Netflix Japan) 2020. április 8. (+Ultra) 2020. június 30. (Netflix)  |
| 2.  | Rabbit Town         | 2020. március 21. (Netflix Japan) 2020. április 15. (+Ultra) 2020. június 30. (Netflix) |
| 3.  | Rhino Melancholy    | 2020. március 21. (Netflix Japan) 2020. április 22. (+Ultra) 2020. június 30. (Netflix) |
| 4.  | Dolphin Daydream    | 2020. március 21. (Netflix Japan) 2020. április 29. (+Ultra) 2020. június 30. (Netflix) |
| 5.  | Greedy Bears        | 2020. március 21. (Netflix Japan) 2020. május 6. (+Ultra) 2020. június 30. (Netflix)    |
| 6.  | Fox Waltz           | 2020. március 21. (Netflix Japan) 2020. május 13. (+Ultra) 2020. június 30. (Netflix)   |
| 7.  | Easy Albatross      | 2020. május 6. (Netflix Japan) 2020. május 20. (+Ultra) 2020. június 30. (Netflix)      |
| 8.  | The Mole Rat Speaks | 2020. május 6. (Netflix Japan) 2020. május 27. (+Ultra) 2020. június 30. (Netflix)      |
| 9.  | Human Scapegoat     | 2020. május 6. (Netflix Japan) 2020. június 3. (+Ultra) 2020. június 30. (Netflix)      |
| 10. | Rabid Wolf          | 2020. május 6. (Netflix Japan) 2020. június 10. (+Ultra) 2020. június 30. (Netflix)     |
| 11. | A Beastly Feast     | 2020. május 6. (Netflix Japan) 2020. június 17. (+Ultra) 2020. június 30. (Netflix)     |
| 12. | Anima-City          | 2020. május 6. (Netflix Japan) 2020. június 24. (+Ultra) 2020. június 30. (Netflix)     |

## Médiamegjelenések

### Regény
Egy előzmény-regény BNA ZERO Masszara ni Narenai Kemonotacsi (The Animals That Can't Be Brand New) címmel, amit Nekisze Isze írt, kiadásra került 2020. április 23-án.

### Zenei album
A sorozat zeneszámait tartalmazó album 2020. június 24-én jelent meg. 

### Manga
2020. május 29-én megkezdődött egy, a sorozaton alapuló manga-adaptáció, amit Asano rajzolt.

## Fordítás
Ez a szócikk részben vagy egészben  a   BNA: Brand New Animal című angol Wikipédia-szócikk ezen változatának fordításán alapul.  Az eredeti cikk szerkesztőit annak laptörténete sorolja fel. Ez a jelzés csupán a megfogalmazás eredetét és a szerzői jogokat jelzi, nem szolgál a cikkben szereplő információk forrásmegjelöléseként.